# استراوبری، شهرستان توآلومی، کالیفرنیا
استراوبری (به انگلیسی: Strawberry) یک منطقهٔ مسکونی در ایالات متحده آمریکا است که در شهرستان توآلومی، کالیفرنیا واقع شده‌است. استراوبری ۱٫۳۷۲ کیلومتر مربع مساحت و ۸۶ نفر جمعیت دارد و ۱٬۶۲۳٫۰۸ متر بالاتر از سطح دریا قرار دارد.